# Red Dog (pista sciistica)
La Red Dog è una pista sciistica situata a Palisades Tahoe, negli Stati Uniti d'America. Sul pendio, che si snoda sullo Snow King, si tengono gare di slalom gigante e slalom speciale della Coppa del Mondo di sci alpino.

## Tracciato
La pista Red Dog inizia a 2.302 metri sul livello del mare nei pressi della cima del monte detto Snow King. Lo slalom gigante inizia con il tratto detto No Name Face, un breve muro che permette di accumulare accelerazione per non perdere velocità nel successivo tratto quasi pianeggiante e stretto che corre sul crinale della montagna. Dopo la No Name Face arrivano le sezioni Upper Dog Leg e Lower Dog Leg, due tratti di pista ondulati. Segue la Red Dog Face, dopo la quale la pista termina a circa 1.890 metri sul livello del mare nei pressi di Palisades Tahoe.

## Albo d'oro
Di seguito sono riportati i podi relativi alle massime competizioni internazionali che si sono disputate sulla Red Dog, non sono presenti i risultati della VIII Giochi olimpici invernali perché da allora la posta è stata ricostruita e modificata.

### Uomini

#### Slalom gigante
| Data                               | Competizione     | Primo          | Secondo              | Terzo              |
| ---------------------------------- | ---------------- | -------------- | -------------------- | ------------------ |
| Coppa del Mondo di sci alpino 2023 | 25 febbraio 2023 | Marco Schwarz  | Marco Odermatt       | Rasmus Windingstad |
| Coppa del Mondo di sci alpino 2024 | 24 febbraio 2024 | Marco Odermatt | Henrik Kristoffersen | River Radamus      |

#### Slalom speciale
| Data                               | Competizione     | Primo                 | Secondo      | Terzo                     |
| ---------------------------------- | ---------------- | --------------------- | ------------ | ------------------------- |
| Coppa del Mondo di sci alpino 2023 | 26 febbraio 2023 | Alexander Steen Olsen | Timon Haugan | Clément Noël Albert Popov |
| Coppa del Mondo di sci alpino 2024 | 25 febbraio 2024 | Manuel Feller         | Clément Noël | Linus Straßer             |

### Donne

#### Slalom gigante
| Data                               | Competizione  | Prima            | Seconda           | Terza        |
| ---------------------------------- | ------------- | ---------------- | ----------------- | ------------ |
| Coppa del Mondo di sci alpino 2017 | 10 marzo 2017 | Mikaela Shiffrin | Federica Brignone | Tessa Worley |

#### Slalom speciale
| Data                               | Competizione  | Prima            | Seconda         | Terza             |
| ---------------------------------- | ------------- | ---------------- | --------------- | ----------------- |
| Coppa del Mondo di sci alpino 2017 | 11 marzo 2017 | Mikaela Shiffrin | Šárka Záhrobská | Bernadette Schild |